# Саро
Cаро (фр. Çaro) насеље је и општина у југозападној Француској у региону Аквитанија, у департману Атлантски Пиринеји која припада префектури Бајон.
По подацима из 2011. године у општини је живело 183 становника, а густина насељености је износила 45,64 становника/km². Општина се простире на површини од 4 km². Налази се на средњој надморској висини од 205 метара (максималној 305 m, а минималној 174 m).

## Демографија
| 1962. | 1968. | 1975. | 1982. | 1990. | 1999. | 2011. |
| ----- | ----- | ----- | ----- | ----- | ----- | ----- |
| 170   | 140   | 122   | 134   | 145   | 147   | 183   |

График промене броја становника у току последњих година